# Лікар-інфекціоніст
Лікар-інфекціоніст (або просто інфекціоніст) — лікар, який займається діагностикою, лікуванням, профілактикою інфекційних захворювань в складі медичної спеціальності «інфекційні хвороби».

## Завдання та обов'язки
- Надає спеціалізовану медичну допомогу хворим з інфекційною патологією, в тому числі швидку і невідкладну.
- Застосовує сучасні методи дослідження, специфічної діагностики, лікування інфекційних хвороб.
- Здійснює нагляд за побічними реакціями/діями лікарських засобів.
- Проводить протиепідемічні профілактичні заходи під час лікування інфекційних хворих.
- Працює в тісному контакті з лікарями інших спеціальностей та санітарно-епідеміологічною службою.
- Організує і проводить консультації хворих.
- Дотримується принципів медичної деонтології. Керує роботою середнього медичного персоналу. Планує роботу і проводить аналіз її результатів. Веде лікарську документацію. Бере активну участь у поширенні медичних знань серед населення. Постійно удосконалює свій професійний рівень.

### Повинен знати
- чинне законодавство про охорону здоров'я та нормативні документи, що регламентують діяльність органів управління та закладів охорони здоров'я; основи права в медицині; організацію медичної допомоги інфекційним хворим, в тому числі швидкої й невідкладної; права, обов'язки і відповідальність лікаря-інфекціоніста;
- загальну патологію інфекцій, закономірності розвитку інфекційного процесу, механізми імунітету та алергії, вікові особливості перебігу інфекційних хвороб;
- сучасну еволюцію і зміну структури інфекційних захворювань;
- епідемічний процес, його особливості, ланки;
- сучасну міжнародну класифікацію інфекційних хвороб і особливості тих класифікацій інфекцій, що побудовані за іншими принципами (класифікація Л. В. Громашевського, етіологічна тощо);
- хвороби, які регулюються Міжнародними медико-санітарними правилами 2005 р. (карантинні, конвенційні хвороби);
- патогенез і клінічні прояви інфекційних захворювань;
- сучасні методи медичного дослідження, загальні і спеціальні методи діагностики інфекційних хвороб, диференційну діагностику;
- лікування невідкладних станів при інфекційних захворюваннях, етіологічну, патогенетичну терапію;
- заходи профілактики інфекційних хвороб, організацію проведення вакцинації, протиепідемічних заходів, визначення тривалості карантину;
- реабілітацію й диспансеризацію, показання і протипоказання до санаторно-курортного лікування, методи визначення непрацездатності;
- роботу лікарсько-консультативної та медико-соціальної експертної комісій; правила оформлення медичної документації; передові інформаційні та мережеві технології; сучасну наукову літературу та науково-практичну періодику за фахом, методи її аналізу та узагальнення.

## Кваліфікаційні вимоги
Лікар-інфекціоніст вищої кваліфікаційної категоріїповна вища освіта (спеціаліст, магістр) за напрямом підготовки «Медицина», спеціальністю «Лікувальна справа» або «Медико-профілактична справа». Спеціалізація за фахом «Інфекційні хвороби» (інтернатура, курси спеціалізації). Підвищення кваліфікації (курси удосконалення, стажування, передатестаційні цикли тощо). Наявність сертифіката лікаря-спеціаліста та посвідчення про присвоєння до цього I кваліфікаційної категорії з цієї спеціальності. Стаж роботи за фахом понад 10 років. По присвоєнню вищої кваліфікаційної категорії лікарю-інфекціоністу видається посвідчення про присвоєння вищої кваліфікаційної категорії з цієї спеціальності. Термін його дії 5 років.
Лікар-інфекціоніст I кваліфікаційної категоріїповна вища освіта (спеціаліст, магістр) за напрямом підготовки «Медицина», спеціальністю «Лікувальна справа» або «Медико-профілактична справа». Спеціалізація за фахом «Інфекційні хвороби» (інтернатура, курси спеціалізації). Підвищення кваліфікації (курси удосконалення, стажування, передатестаційні цикли тощо). Наявність сертифіката лікаря-спеціаліста та посвідчення про присвоєння до цього II кваліфікаційної категорії з цієї спеціальності. Стаж роботи за фахом понад 7 років. По присвоєнню І кваліфікаційної категорії лікарю-інфекціоністу видається посвідчення про присвоєння І кваліфікаційної категорії з цієї спеціальності. Термін його дії 5 років.
Лікар-інфекціоніст II кваліфікаційної категоріїповна вища освіта (спеціаліст, магістр) за напрямом підготовки «Медицина», спеціальністю «Лікувальна справа» або «Медико-профілактична справа». Спеціалізація за фахом «Інфекційні хвороби» (інтернатура, курси спеціалізації). Підвищення кваліфікації (курси удосконалення, стажування, передатестаційні цикли тощо). Наявність сертифіката лікаря-спеціаліста до того. Стаж роботи за фахом понад 5 років. По присвоєнню ІІ кваліфікаційної категорії лікарю-інфекціоністу видається посвідчення про присвоєння ІІ кваліфікаційної категорії з цієї спеціальності. Термін його дії 5 років.
Лікар-інфекціоністповна вища освіта (спеціаліст, магістр) за напрямом підготовки «Медицина», спеціальністю «Лікувальна справа» або «Медико-профілактична справа». Спеціалізація за фахом «Інфекційні хвороби» (інтернатура, курси спеціалізації). Наявність сертифіката лікаря-спеціаліста. Без вимог до стажу роботи.